# Sinzenich
Sinzenich is een plaats in de Duitse gemeente Zülpich, deelstaat Noordrijn-Westfalen, en telt 1331 inwoners (2006).